# PlayChoice-10
PlayChoice-10 là một máy game thùng được tích hợp sẵn 10 trò chơi khác nhau trước đây chỉ có trên máy chơi video game của hệ thống giải trí Nintendo (NES).

## Mô tả và lịch sử
Vào khoảng cuối những năm 1980, các hệ thống máy console đã nhanh chóng nổi lên với các máy game thùng một cách phổ biến. Bởi vậy, các công ty video game đã quyết định tận dụng thời cơ này theo chiều hướng sản xuất các game cho game thùng dựa trên các game của hệ máy đã có sẵn của họ. Rất nhiều công ty đã thử thực hiện thủ đoạn này. Sega đã giới thiệu một cỗ máy chứa một vài game của hệ thống Sega Master và Sega Genesis/Mega Drive. SNK của hệ máy NeoGeo là một hệ thống chơi game dặng cắm băng trên game thùng và cho các máy console tại nhà. Ở đây, một vài cỗ máy của họ vẫn có thể được tìm thấy.
Nintendo, trở thành công ty công nghiệp đứng đầu trong thời gian này, đã đặc biệt thành công trong thương vụ này. Nintendo đóng gói phần lớn các trò chơi nổi tiếng vào một cái máy và gọi nó là PlayChoice-10. Cỗ máy này tương thích với hệ máy NES, nhưng với một vài điểm khác biệt. Một CPU đặc biệt điều chỉnh thời gian trò chơi, lựa chọn trò chơi, và hiển thị gợi ý cho trò chơi hiện tại trên một màn hình riêng (trên các hệ thống đơn màn hình, một nút bấm chuyển đổi giữa trò chơi hiện tại và màn hình gợi ý). Dạng băng cắm bình thường của NES không thể sử dụng; đúng hơn, PlayChoice các card chuyển đổi đặc biệt bao gồm (thường là chưa sửa đổi) các trò chơi NES cùng với 8KB ROM để hiển thị các gợi ý. Vì thế cho nên PlayChoice-10 xuất video theo hệ RGB hơi khác biệt một chút, các trò chơi khi nhìn không thật giống với các trò trên NES. Rất thú vị, có thể thay thế PPU của NES thay cho PPU của PlayChoice-10, cho phép xuất hệ màu RGB một cách tự nhiên.
Mỗi máy có một số lượng các trò chơi bên trong nó. Thay vì người chơi phải chơi cho đến hết trò chơi thì họ có thời gian hạn định để chơi bất cứ trò chơi nào dành cho PlayChoice-10 khi muốn.
Nintendo cũng sản xuất một số máy PlayChoice chỉ có một số trò chơi có mặt .

## Danh sách các trò chơi
Dưới đây là danh sách các trò chơi đã có mặt trên máy PlayChoice-10.
- 1942 (1985 Capcom)
- Balloon Fight (1986 Nintendo)
- Baseball (1985 Nintendo)
- Baseball Stars (1989 SNK Corp.)
- Captain Skyhawk (1989 Milton Bradley)
- Castlevania (1987 Konami Inc.)
- Contra (1988 Konami Inc.)
- Chip 'n Dale Rescue Rangers (1990 Capcom)
- Double Dragon (1988 Technos)
- Double Dribble (1987 Konami Inc.)
- Dr. Mario (1990 Nintendo)
- Duck Hunt (1985 Nintendo)
- Excitebike (1985 Nintendo)
- Fester's Quest (1989 Sunsoft)
- Gauntlet (1985 Atari Games Corp.)
- Golf (1985 Nintendo)
- The Goonies (Konami Inc.)
- The Goonies II (1986 Konami Inc.)
- Gradius (1986 Konami Inc.)
- Hogan's Alley (1985 Nintendo)
- Kung Fu (1985 Irem)
- Mario Bros. (1986 Nintendo)
- Mario Open Golf (1991 Nintendo)
- Mega Man 3 (1990 Capcom)
- Metroid (1986 Nintendo)
- Mike Tyson's Punch-Out!! (1987 Nintendo)
- Ninja Gaiden (1989 Tecmo)
- Ninja Gaiden II: The Dark Sword of Chaos (1990 Tecmo)
- Ninja Gaiden III: The Ancient Ship of Doom (1991 Tecmo)
- Pinbot (1988 Rare Ltd.)
- Power Blade (1991 Taito)
- Pro-Wrestling (1986 Nintendo)
- Rad Racer (1987 Square Co., Ltd.)
- Rad Racer II (1990 Square Co., Ltd.)
- RBI Baseball (1987 Tengen)
- R.C. Pro-Am (1987 Rare Ltd.)
- Rockin' Kats (1991 Atlus Soft.)
- Rush'n Attack (1987 Konami Inc.)
- Rygar (1987 Tecmo Ltd.)
- Shatterhand (1991 Jaleco)
- Solar Jetman: Hunt for the Golden Warpship (1990 Rare Ltd.)
- Super C (1990 Konami)
- Super Mario Bros. (1985 Nintendo)
- Super Mario Bros. 2 (1988 Nintendo)
- Super Mario Bros. 3 (1988 Nintendo)
- Tecmo Bowl (1989 Tecmo Inc.)
- Tennis (1985 Nintendo)
- Teenage Mutant Ninja Turtles (1989 Konami Inc.)
- Teenage Mutant Ninja Turtles II: The Arcade Game (1990 Konami Inc.)
- Track & Field (1987 Konami Inc.)
- Trojan (1986 Capcom)
- Volleyball (1986 Nintendo)
- Wild Gunman (1985 Nintendo)
- World Cup Soccer (1990 Technos)
- Yo! Noid (1990 Capcom)

## Dẫn chứng
1. ↑  PlayChoice history (Accessed June 9 2006)